# Vergelijkende taalkunde
De vergelijkende taalkunde of vergelijkende taalwetenschap is een tak van de taalkunde die zich primair ten doel stelt binnen een bepaalde taalfamilie de verschillen en overeenkomsten tussen de leden te ontdekken en te bestuderen.

## Beschrijving
De historische taalkunde is mede van groot belang voor de vergelijkende taalkunde. Men tracht met behulp van overeenkomsten en verschillen op het gebied van met name woordenschat, etymologie, grammatica en fonologie uitspraken te doen over de precieze herkomst van leden van een taalfamilie en hun historische ontwikkeling, om zodoende een beeld te kunnen schetsen van bijvoorbeeld vaste klankwetten die door de eeuwen heen gewerkt hebben.
In de vergelijkende taalwetenschap valt onder meer op dat de woorden en zinsdelen vaak zeer sterk uiteenlopende grammaticale functies hebben in verschillende talen en taal(sub-)families. Synthetische talen kennen veel verbuigingen, waardoor door middel van één of enkele woorden iets kan worden uitgedrukt waar analytische talen vaak veel woorden of een hele zin voor nodig hebben. De hiërarchische verhouding tussen woorden, zinsdelen en hele zinnen is dus bij synthetische talen heel anders dan bij analytische. Bij deze laatste groep talen (waar bijvoorbeeld het Nederlands, Frans en Engels bij horen) spelen "kleine" woorden als voorzetsels, clitica en/of lidwoorden evenals vaste woord- en zinsdeelvolgorde een veel belangrijkere rol. Bij synthetische talen daarentegen is deze rol veel meer weggelegd voor gebonden morfemen.

## Geschiedenis
In Nederland hebben taalkundigen als Johannes de Laet, en met minder succes Hugo de Groot en Becanus, zich met de vergelijkende taalkunde beziggehouden. Op internationaal niveau is de gemeenschappelijke oorsprong van alle Indo-Europese talen aan het begin van de 19e eeuw aan het licht gekomen, door het werk van Friedrich Schlegel, en werden andere grote taalfamilies ontdekt zoals de Fins-Oegrische. Andere talen zoals het Baskisch worden nu nog als isolaten beschouwd, maar kunnen in de toekomst wellicht toch onder een bepaalde familie worden gerangschikt.